# 佐里亞 (沃茲涅先斯克區)
47°43′18″N 31°20′7″E / 47.72167°N 31.33528°E
佐里亞（烏克蘭語：Зоря），是烏克蘭的村落，位於該國南部尼古拉耶夫州，由沃茲涅先斯克區負責管轄，面積0.15平方公里，海拔高度85米，2001年人口15，人口密度每平方公里100人。